# Dirhinus flavicornis
Dirhinus flavicornis is een vliesvleugelig insect uit de familie bronswespen (Chalcididae). De wetenschappelijke naam is voor het eerst geldig gepubliceerd in 1946 door Schmitz.